# ソニー・シアキ
ソニー・シアキ（Sonny Siaki、1974年7月23日 - ）は、アメリカ合衆国の元プロレスラー。アメリカ領サモアパゴパゴ出身。

## 来歴
3歳の時にハワイへ移住している。ニューハーノバー高校を卒業後、奨学金をもらいイースト・カロライナ大学へ入学してフットボールの選手として活動しながらも体育学を専攻していた。フットボールではインサイドラインバッカーのポジションについており、NFLでの活動を考えていたが深刻な怪我負ってしまったために諦めている。
1999年初頭に学校の友人であるロディを通してWCWパワープラントでのトライアウトを受け合格し、WCWとディベロップメント契約を交わしている。8ヶ月のトレーニングを完了し、WCWサタデー・ナイトでアラン・ファンクを相手にデビューしている。デビュー後はサタデー・ナイトのレギュラーになり、そこでパワープラントの卒業生と試合をしたり、WCWサンデーやWCWマンデー・ナイトロにも登場したりするようになる。しかし、WCWの起用法に不満を持つようになり、WCWから去っている。
WCW離脱後はカリフォルニア州のアーバン・レスリング・アソシエーション（Urban Wrestling Alliance）にマネー（Money）のリングネームで登場するようになる。しかし参戦9ヶ月後にUWAは潰れてしまったためにターンバックル・チャンピオンシップ・レスリング（Turnbuckle Championship Wrestling）に参加し、団体オーナーであるダスティ・ローデスの元で再びトレーニングを受けている。
2002年6月にTNAのPPVにフライング・エルヴィスズ（The Flying Elvises）としてジミー・ヤン、ホルヘ・エストラーダと共にPPVに登場しているが、エルヴィスズは8月に分割され、シングルへ転向している。11月にはジェリー・リンを破ってTNA Xディヴィジョン王座を獲得しており、2003年2月にキッド・キャッシュに敗れるまでタイトルを維持していた。7月にはディーロ・ブラウンと抗争を経てエクモとタッグ活動を開始するようになるも、エクモが太陽ケアの誘いにより全日本プロレスに参戦するようになったために自然解散する。
2004年4月にサイモン・ダイアモンドと組みグレン・ギルバーティとジョニー・スウィンガーと抗争をし、2005年に入るとアポロとタッグを組むようになる。4月のLockdownではランス・ホイットとクリス・キャンディードとスチール・ケージマッチで対戦している。その後はダイアモンズ・イン・ザ・ラフ（Diamonds in the Rough）との抗争をベースに活動していた。12月に契約が切れると再契約をせずにそのまま離脱している。
TNA離脱後にWWEと契約、2006年2月に下部組織のDSWでデビューするも負傷していしまう。同月下旬にコックー・シアキ（Cocky Siaki）のリングネームで復帰、エリック・ペレスとタッグを組むようになり11月にはDSWタッグチーム王座を獲得している。タイトル陥落後はエリックはRAWのハウスショーで働くようになったため、アファ・アノアイ・ジュニアとタッグを組むようになったが再び負傷したためツアーから離脱してしまっている。アファ・ジュニアとは2007年4月近くまで続いた。DSW離脱後にアファとサモアン・ファイト・クラブ（The Samoan Fight Club）としてWWEの下部組織のFCWで再デビューするが、9月中旬に下部組織からリリースが発表された。リリースの理由はレスリングの問題ではなく、個人の問題とシアキ自身が発表した。
2008年9月、弟のバーナードに自分の肝臓を1つ提供するためにプロレスからの引退を表明。医師に肝臓が1つではプロレスを続ける事はできないと言われたために10年のキャリアに終止符を打った。

## 得意技
シアカリプス
ランニング式コークスクリュー・ネックブリーカー
シアカリプス・ナウ
パンプハンドル式リバースパイルドライバー
フリップ・モード
前方回転式レッグドロップ
サモアン・ポップ
相手をボディ・スラムで持ち上げてダイヤモンド・カッターへ移行する技
シアキドロップ
パンプハンドルで持ち上げてからのフォール・アウェイ・スラム
シアキ・スパイク
リバース・スウィンキング式ネックブリーカー
- ベリー・トゥ・ベリー
- ダブル・ニー・バックブリーカー
- パンプハンドル式スープレックス
- リバースSTO
- サモアン・ドロップ
- スナップ式スウィンキング・ネックブリーカー
- スーパー・スープレックス

## 獲得タイトル
DSW（Deep South Wrestling）
- DSWタッグチーム王座 ：1回（w/エリック・ペレス）

GCW（Great Championship Wrestling）
- GCWヘビー級王座 ：1回
- GCWタッグチーム王座 ：2回（w/デビッド・ヤング、ザ・レスラー）

IPWA（Independent Professional Wrestling Alliance）
- IPWA北アメリカ王座 ：1回

NWA Wrestle Birmingham
- NWA Wrestle Birminghamタッグチーム王座 ：1回（w/エリックス・スキッパー）

SWF（Swiss Wrestling Federation）
- SWFパワーハウス王座 ：1回

TNA（Total Nonstop Action Wrestling）
- TNA Xディヴィジョン王座 ：1回

TCW（Turnbuckle Championship Wrestling）
- TCWタッグチーム王座 ：1回（w/ジョージ・エストラーダ）